# Roger Köppel

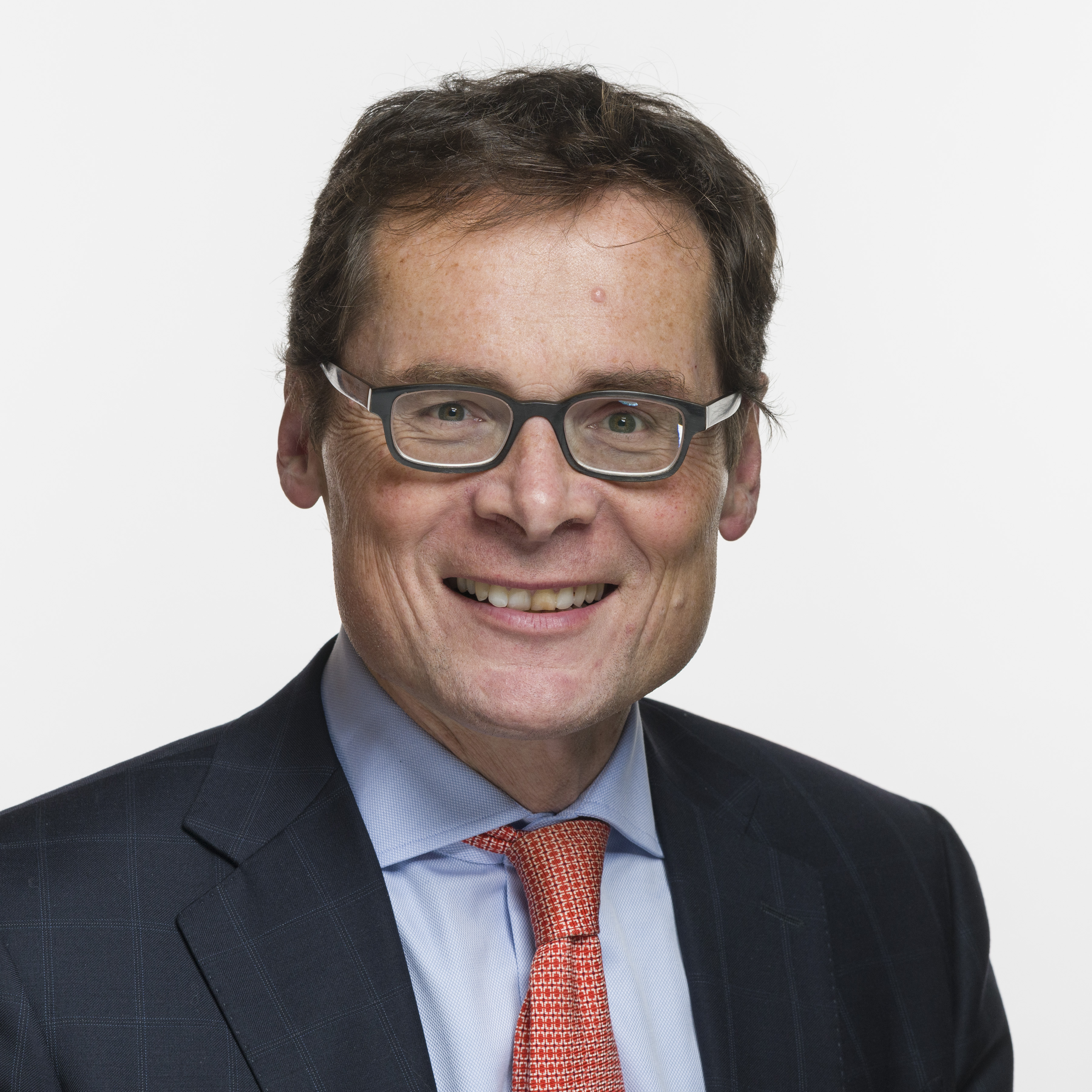
Roger Köppel (2019)

Roger Jürg Köppel (* 21. März 1965 in Zürich; heimatberechtigt in Küsnacht und Widnau) ist ein Schweizer Journalist, Medienunternehmer, Publizist und Politiker (SVP). Seit 2001 ist er Chefredaktor des Wochenmagazins Die Weltwoche, mit einem zweieinhalbjährigen Intermezzo als Chefredakteur bei der deutschen Tageszeitung Die Welt (2004–2006), seit 2006 auch Verleger. Von 2015 bis 2023 war er Mitglied des Nationalrats.

## Biografie

### Familie
Roger Köppel wurde als Sohn des gelernten Maurers und späteren Zürcher Bauunternehmers Robert Köppel und seiner Frau Margrit, geb. Zumkehr, einer Sekretärin, in Zürich geboren. Die Familie seines Vaters stammt aus Widnau im Rheintal, jene seiner Mutter aus Adelboden im Berner Oberland. Köppels Grosseltern mütterlicherseits waren nach Königsberg in Ostpreussen ausgewandert, wo sein Grossvater, ein gelernter Bäcker und Konditor, als Feuerwehrmann arbeitete. Hier wurde auch Köppels Mutter geboren. Nach dem Ende des Zweiten Weltkrieges kehrte die Familie in die Schweiz zurück und liess sich 1947 in Kloten bei Zürich nieder, wo der Grossvater eine Anstellung bei der Swissair fand. Köppel wuchs in Kloten auf und besuchte die dortige Sekundarschule Nägelimoos. Nachdem sich seine Eltern 1975 hatten scheiden lassen, blieb er bei der Mutter. Nach ihrem Suizid im Dezember 1978 und dem Tod seines Vaters im Folgejahr lebte er zunächst bei seinem zehn Jahre älteren Halbbruder und dessen Freundin, später bei einer Pflegefamilie in Bülach. Köppel ist mit Bich-Tien Köppel verheiratet, die mit vier Jahren als Tochter zweier Asylsuchender aus Vietnam in die Schweiz kam. Köppel hat mit seiner Frau vier Kinder und wohnt in Küsnacht. Seine Frau, ausgebildete HSG-Ökonomin und Bankerin, entschloss sich nach der Geburt des zweiten der vier Kinder dazu, ihre Stelle zu kündigen, um ganz Hausfrau zu sein.

### Ausbildung und Berufsjahre
Seine Matura absolvierte Köppel 1984 an der Kantonsschule Zürcher Unterland in Bülach. Von der militärischen Wehrpflicht wurde er dispensiert. Von 1989 bis 1995 studierte Köppel Politische Philosophie und Wirtschaftsgeschichte an den Universitäten Zürich und Stuttgart und schloss sein Studium 1995 mit einer von Georg Kohler betreuten Lizentiatsarbeit über Autorität und Mythos: Carl Schmitt und die Wiederverzauberung staatlicher Gewalt (1916–1938) ab. Während seines Studiums begann Köppel 1988 seine journalistische Laufbahn bei der Neuen Zürcher Zeitung (NZZ) und arbeitete dort rund sieben Jahre lang in unterschiedlichen Ressorts, unter anderem in der Sportredaktion und in der Filmredaktion. In einer Biografie wird Köppel vorgeworfen, eine Rezension des Filmes Jurassic Park (1993) nahezu unverändert vom Magazin The New Yorker übernommen zu haben, ohne die Quelle zu nennen.
Beim Tages-Anzeiger war er ab 1994 Kulturredaktor. Drei Jahre später wurde er zum Chefredaktor des Tages-Anzeiger-Magazins berufen, er leitete die Wochenendbeilage vom Oktober 1997 bis zum Juli 2001. Im Frühjahr 2000 wurde er stellvertretender Chefredaktor des Tages-Anzeigers und hätte Ende 2001 nach einem Harvard-Nachdiplomstudium New-York-Auslandkorrespondent für Wirtschaft und Kultur werden sollen.

### Die Weltwoche

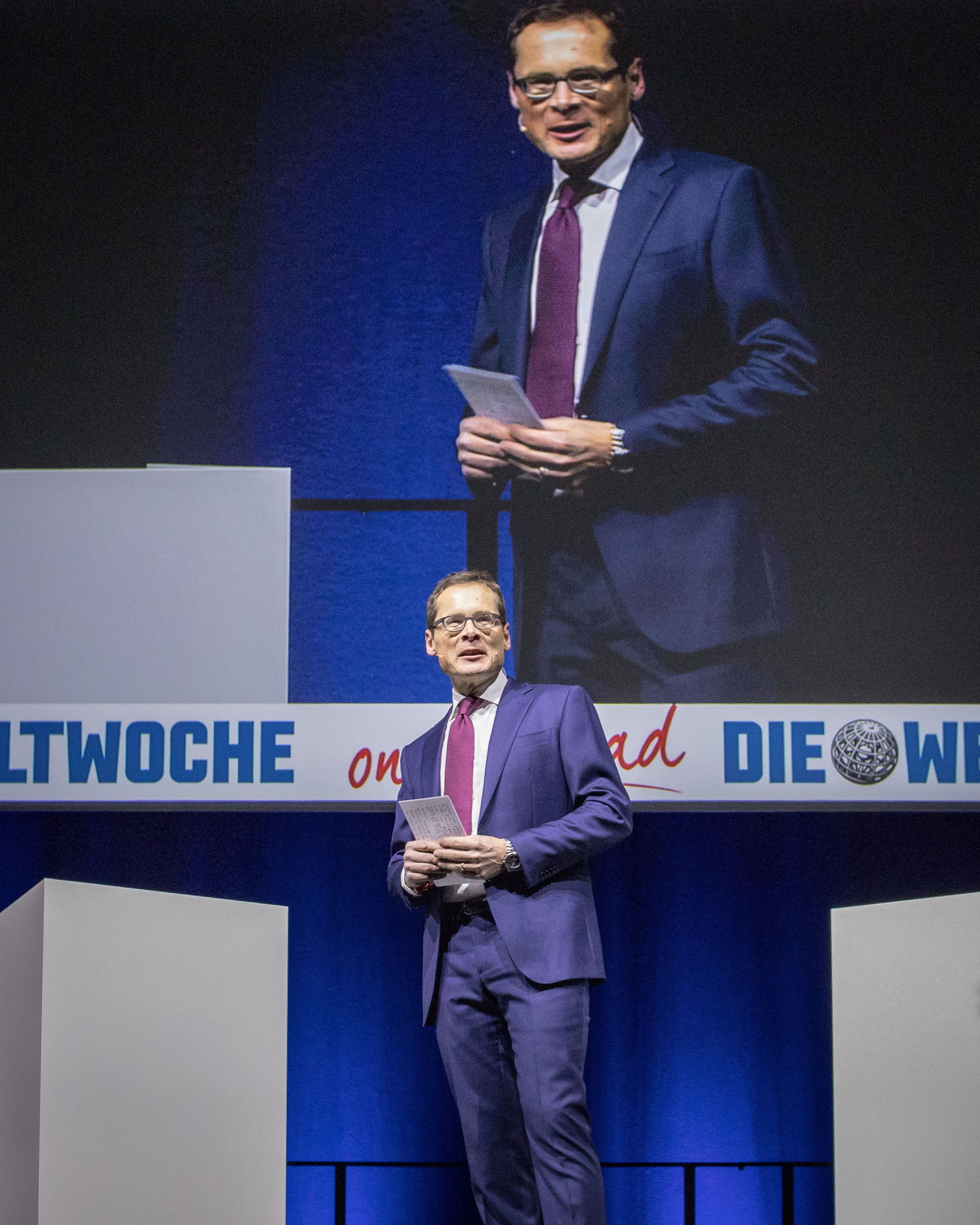
Roger Köppel (2018) bei Die Weltwoche on the road

Im Juni 2001 nahm Köppel das Angebot an, die seit Jahren unter Auflagerückgängen leidende Weltwoche als Chefredaktor zu führen. Kurz darauf wurde die Weltwoche an Finanzinvestoren um den Tessiner Financier Tito Tettamanti verkauft. Das Traditionsblatt erfuhr eine inhaltliche wie auch formale Neuausrichtung. Das klassische Zeitungsformat der Weltwoche wurde in ein Zeitschriftenformat überführt. Die Redaktion wurde weitgehend ausgewechselt, da Köppel seine wichtigen Mitarbeiter beim Magazin mitnahm. Einige Autoren und Redaktoren verliessen das Blatt unter Protest.
Die Weltwoche wurde auf einen rechtskonservativen Kurs getrimmt. Mit politisch provokanten und angriffigen Artikeln und Kommentaren widersetze sie sich, so Köppel, dem «linksliberalen Publizistik-Mainstream». Ehemalige Journalisten der Weltwoche sprachen davon, dass Köppel das Blatt auf einen neoliberalen Kurs führen wolle und dafür gezielt bisherige Redaktoren durch ihm nahestehende Personen ersetze. Köppel bezichtigte die übrigen Schweizer Medien, dem SVP-Politiker Christoph Blocher grundsätzlich ablehnend gegenüberzustehen. Vor den Parlamentswahlen 2003 plädierte Köppel ausdrücklich dafür, dass Blocher in den Bundesrat gehöre. Ausserdem lobte er die Schweizerische Volkspartei (SVP) als jene Schweizer Partei, die am ehesten eine erfolgreiche bürgerliche Politik verspreche. Die in weiten Teilen Europas an Blocher und seiner SVP geäusserte Kritik beurteilte der EU-Kritiker Köppel als falsch. Blocher sei kein Haider oder Le Pen, sondern «eine Kernfusion aus Margaret Thatcher, Ronald Reagan und Franz-Josef Strauß». Die Kursänderung eines der Weltwoche nachempfundenen Wochenblattes wurde im Buch Bad News von Bruno Ziauddin thematisiert. Ziauddin hatte sieben Jahre unter anderem als stellvertretender Chefredaktor an der Seite Köppels bei der Weltwoche gearbeitet.
Wirtschaftlich gelang 2003 der Weltwoche nach mehreren verlustreichen Jahren erstmals wieder ein Gewinn. Die Auflage stieg zunächst an und fiel dann noch während Köppels Amtszeit wieder. Bei Köppels Amtsantritt 2001 verzeichnete die Weltwoche eine Auflage von 78'000, die bis Ende 2003 vorübergehend bis 91'000 anstieg.

### Wechsel zurWeltund Rückkehr zurWeltwoche
Im Frühling 2004 verliess Köppel die Weltwoche, weil er vom Axel-Springer-Verlag ein Angebot als Chefredakteur der Tageszeitung Die Welt erhalten hatte. Dort arbeitete er unter der Führung des vormaligen Die Welt-Chefredakteurs und neuen Herausgebers Jan-Eric Peters.
Anfang November 2006 kehrte Köppel überraschend zur Weltwoche zurück. Als Verleger und Chefredaktor übernahm er die Aktienmehrheit der von ihm zuvor neu gegründeten Weltwoche Verlags AG. Noch vor Ende des Jahres gab er die Übernahme aller Aktien der Weltwoche Verlags AG bekannt, wobei er nie offenlegte, woher das dafür nötige Geld stammte. Die Auflage der Weltwoche stieg zunächst leicht an von 82'849 im Jahr 2006 auf 85'772 im folgenden Jahr, sank dann aber langsam auf 77'800 Exemplare im Jahr 2011. Dieser Leserschwund hat sich in den folgenden Jahren deutlich verstärkt, sodass die Auflage 2014 nur noch 58'410 Exemplare betrug. Bis 2018 sank sie weiter auf 40'924, womit die Weltwoche zwischen 2007 und 2018 über die Hälfte ihrer Auflage verlor. Gemäss WEMF-Auflagebulletin sank die total verbreitete Auflage (aus Print und Replica) bis 2023 weiter und betrug noch 39'161. Köppel ist Verwaltungsratspräsident der Köppel Holding AG und der Weltwoche Verlags AG.
Köppel unterhält für die Weltwoche seit 2009 einen YouTube-Kanal mit rund 281'000 Abonnenten (Stand: Juli 2024, ein Jahr zuvor waren es noch 165'000). Seit 2018 veröffentlicht er wöchentlich fünfmal den Podcast Weltwoche Daily, auf dem er seine Sicht zu Tagesaktualitäten präsentiert. Im September 2021 wurde das Format um die Sendung Weltwoche Daily Deutschland erweitert. Auf dem Schweizer Radiosender Radio 1 hatte er eine wöchentliche Kolumne, die immer am Donnerstagmorgen ausgestrahlt wurde. Von 2010 bis 2015 diskutierte er mit Radiochef Roger Schawinski jeweils montags im Format Roger gegen Roger aktuelle Themen. Köppel moderiert seit 2021 die Talk-Sendung Der Pragmaticus (jeden 1. Sonntag im Monat) beim österreichischen Privatsender ServusTV.

### Politik
Im Februar 2015 gab er bekannt, dass er für die nationalkonservative Schweizerische Volkspartei (SVP) bei der Nationalratswahl am 18. Oktober 2015 antrete. Seine Funktion als Chefredaktor und Verleger der Weltwoche wolle er weiterhin ausüben. Als Motiv dafür nannte er vor allem die damalige politische Lage der Schweiz und ihr Verhältnis zur Europäischen Union. Trotz Listenplatz 17 erhielt er am meisten Stimmen auf der SVP-Liste, er schaffte die Wahl in den Nationalrat mit der schweizweiten Rekordzahl von 178'090 Stimmen. Im Nationalrat nahm er Einsitz in der Aussenpolitischen Kommission.
Im Oktober 2019 schaffte er mit 121‘098 Stimmen die Wiederwahl in den Nationalrat. Damit erzielte er erneut das beste Resultat im Kanton Zürich, während Albert Rösti im Kanton Bern mit 128'252 Stimmen das landesweit beste Ergebnis erreichte. Die Wahl in den Ständerat verpasste er mit rund 107'500 Stimmen deutlich, worauf er sich vor dem zweiten Wahlgang zu Gunsten des FDP-Kandidaten Ruedi Noser zurückzog.
Im März 2022 legte Köppel bei Weltwoche Daily eine vertrauliche Information offen, die das Schweizer Aussenministerium zuvor der Aussenpolitischen Kommission des Nationalrats mitgeteilt hatte. Die Kommissionskollegen zeigten ihn deshalb wegen Verletzung des Kommissionsgeheimnisses an, und die Bundesanwaltschaft beantragte die Aufhebung der Immunität Köppels. Er beteuerte dagegen, er habe die Information bereits aus anderen Quellen erhalten. Im August 2022 entschied die zuständige Kommission des Nationalrats, dass gegen Köppel keine Ermittlungen eingeleitet würden, allerdings solle das Büro des Nationalrats Disziplinarmassnahmen prüfen. Nach einer Anhörung von Köppel verzichtete das Büro darauf.
Im März 2023 gab Köppel bekannt, dass er nach acht Jahren nicht mehr zu den Parlamentswahlen 2023 im Herbst antrete und somit im Dezember 2023 aus dem Nationalrat ausscheide. Er wolle sich verstärkt den unternehmerischen Herausforderungen der Weltwoche widmen. Weil er die publizistische Tätigkeit auch im Amt höher gewichtete, fehlte er im Nationalrat so oft wie kein anderes Mitglied. In seiner achtjährigen Amtszeit verpasste er rund jede fünfte Abstimmung. Köppel selbst sagte dazu, er sei «explizit gegen dieses ausufernde sterile antiliberale Sitzungswesen in Bern». Es führe dazu, «dass voll Berufstätige durch die künstliche parlamentarische Betriebsamkeit abgeschreckt werden sollen». Bei seinem Austritt wurde er zudem als derjenige Parlamentarier bekannt, der am meisten Abstimmungen verloren hat: «In nur 43 Prozent der rund 4’500 Abstimmungen stimmte die grosse Kammer gleich wie Köppel.»

## Auftritte und politische Positionen
Köppel bezeichnet sich selbst «als eine intellektuelle Müllabfuhr, die den Schutt wegräumen muss, damit man die Dinge wieder klar sieht».
2006 wurde er vom Branchenmagazin Schweizer Journalist zum «Journalisten des Jahres» gewählt. 2007 wurden er und die Redaktion der Weltwoche mit dem Schweizerisch-Russischen Journalistenpreis ausgezeichnet. Im Jahr 2010 erhielt Köppel den Ludwig-Erhard-Preis für Wirtschaftspublizistik.
2009 kritisierte Köppel die Armee: Die Schweiz brauche keine Luftwaffe, auch Panzer und Artillerie seien vermutlich überflüssig, «prestigesüchtige Flieger und Panzer-Käufe» brächten nichts und seien Geldverschwendung. Im Vorfeld des Referendums über die Beschaffung des Gripen warb Köppel 2014 jedoch für die Anschaffung von 22 Kampfflugzeugen des Typs Gripen für die Schweizer Luftwaffe, denn «[o]hne eine starke Armee» gebe «es keinen souveränen Staat».
Köppel trat in der Vergangenheit auch in bundesdeutschen Talkshows auf. Bei hart aber fair vom 2. Dezember 2009 verteidigte er das Ergebnis des Schweizer Volksentscheids zum Minarettverbot und erklärte, selber für das Minarettverbot gestimmt zu haben. Den Volksentscheid bezeichnete Köppel als «leuchtendes Beispiel der Demokratie in Europa».
Zum Kauf der Steuersünder-CDs mit Daten von mutmasslichen Steuerhinterziehern in der Schweiz äusserte Köppel, dass dies der «Installation eines grenzübergreifenden Blockwartsystems entspricht», und riet der Schweiz, die Bundesregierung in Berlin wegen Anstiftung zur Industriespionage zu verklagen und bundesdeutsche Minister, welche in die Schweiz fahren, zu verhaften. Letztere Aussage wiederholte er am 2. Februar 2010 in der Sendung Münchner Runde des Bayerischen Rundfunks. Selbige Position vertrat er auch am 3. Februar 2010 bei einer Diskussion in hart aber fair, auch wenn er keine der scharfen Formulierungen wiederholte.
2014 wurde er in die Zunft zum Kämbel aufgenommen.
Bei Günther Jauch diskutierte Köppel mit einem ehemaligen Flüchtling und Heribert Prantl zur Flüchtlingsproblematik. Köppel fasste in einem späteren Interview seine Argumentation so zusammen: Alle «Verdammten dieser Erde» in Europa aufnehmen zu wollen, sei bei Jugendarbeitslosigkeitsraten von bis zu 50 Prozent «verantwortungsloser moralischer Grössenwahn». Die illegale Einwanderung über das Mittelmeer müsse strikter bekämpft werden. Indem man die Route schliesse und keinerlei Hoffnungen mache, rette man Leben. Bei den Syrienflüchtlingen liege die Hauptverantwortung bei den Nachbarstaaten.
2018 schrieb Köppel in der Weltwoche, das «weibliche Selbstvertrauen» sei «die Summe des männlichen Begehrens im Quadrat. Je heftiger das Begehren des Mannes, desto überproportional grösser ist die existenzielle Zufriedenheit der Frauen, ihre Geborgenheit im Leben». Im Dezember 2018 gab Köppel der rechten Jungen Freiheit ein Interview zum UN-Migrationspakt.
Köppel gehört zu den prominentesten Schweizer Unterstützern von Donald Trump, dem US-amerikanischen Präsidenten 2017–2021. Im März 2018 holte er den einstigen Chefstrategen Trumps, Steve Bannon, zu einer Veranstaltung nach Zürich, nachdem dieser der Weltwoche bereits im Vorfeld ein grosses Interview gegeben hatte. Dieser Besuch war Bannons erster Auftritt in Europa. Ebenfalls auf Initiative Köppels trat im November 2023 der in Europa aufgrund seiner Positionen und Innenpolitik umstrittene ungarische Ministerpräsident Viktor Orbán auf einer «Matinee» der Weltwoche in Zürich auf und hielt eine Rede. Köppel betonte, alle seien dazu «herzlichst willkommen» und könnten «ihre kritische Sicht einem Realitätstest unterziehen». Er wies zudem auf die «gemeinsamen Werte von Freiheitsliebe und Respekt vor anderen Meinungen» hin, die die Schweiz, Ungarn und die Weltwoche verbänden.
Köppel kritisierte die COVID-Schutzmassnahmen, warb jedoch im August 2021 in einem Video für die COVID-Impfung. Eine Erkrankung, so Köppel, sei eben nicht nur eine persönliche Geschichte; er selber habe sich auch deshalb impfen lassen, da er sich «als Chef dieser Firma» einen schweren Verlauf «schlicht nicht erlauben» könne. Er sei jedoch weiterhin Kritiker der einschneidenden Massnahmen. Zudem sagte Köppel, die Impfkampagne erreiche Migranten nicht, das werde aus Gründen der politischen Korrektheit oft nicht angesprochen. Die Belegung der schweizerischen Intensivstationen hinsichtlich COVID-Patienten habe «sehr stark mit Migranten zu tun», behauptete er.
Köppel ist seit 2021 regelmässiger Gast in der Talkshow Viertel nach Acht bei Bild, dem Fernsehsender der deutschen Boulevardzeitung Bild.
Im Zusammenhang mit der Fussball-Weltmeisterschaft 2022 in Katar beschrieb Köppel den FIFA-Präsidenten Gianni Infantino als «grossen Gewinner dieser hervorragenden WM» und lobte im Videobeitrag Weltwoche Daily den Emir von Katar, Tamim bin Hamad Al Thani, dafür, dass dieser bei der Siegerehrung dem argentinischen Spielführer Lionel Messi einen arabischen Umhang übergestreift hatte. Während andere Kommentatoren dieses Verhalten weithin als Machtdemonstration des Emirs kritisierten, meinte Köppel darin eine «Geste höchster Ehrerbietung» und ein «Signal für die Versöhnung zwischen Islam und Christentum» zu erkennen. Dass die deutsche Innenministerin Nancy Faeser beim Besuch eines Spiels die «One Love»-Spielführerbinde am Arm getragen hatte, kommentierte Köppel mit: «Gott schütze uns vor deutschen Politikern mit Armbinden.»

### Zum Klimawandel
Im April 2019 sagte Köppel in einem Interview mit der NZZ, er stehe für das Volk, «das seine Lebensgestaltung nicht an […] Greta Thunberg abgeben» wolle.
2023 zitierte Köppel in seinem Videokanal eine Meldung der Russischen Akademie der Wissenschaften. Diese hatte gemäss Köppel verbreitet, dass die globale Erwärmung nicht vom Menschen verursacht werde. Köppel bewegt sich in einem Netzwerk rechtsnationaler Volksparteien, die Klimaskeptiker auffangen.

### Zu Russland und der Ukraine
Er trat mehrmals bei RT DE auf, einem staatlichen russischen Propagandasender, was parteiübergreifend zur Kritik führte, dass er sich zum Sprachrohr Wladimir Putins mache. Von «Ausgrenzung ausländischer Fernsehstationen» halte er nichts, so Köppel. Anfang Januar 2022 erschien in der Weltwoche ein Artikel über den Sender mit dem Titel «Russlands Fernsehen gegen die Einfalt».
Am Tag des russischen Überfalls auf die Ukraine 2022 titelte die Weltwoche mit der Schlagzeile «Putin, der Missverstandene». Unter dem Titel «Kleine Psychologie der Putin-Kritik» schrieb Köppel in der Weltwoche, Putin werde «von Journalisten und Intellektuellen» gehasst, «weil er für all das steht, was sie ablehnen, verteufeln und was deshalb nicht sein darf: Tradition, Familie, Patriotismus, Krieg, Religion, Männlichkeit, Militär, Machtpolitik und nationale Interessen». Putin entlarve, so Köppel, «den hohlen Moralismus seiner Gegner. Und die Dekadenz des Westens». Durch das Auffahren seiner Panzerdivisionen habe Putin klargemacht, es gebe «da draussen doch noch so etwas wie eine harte Wirklichkeit der Tatsachen, nicht nur das eingebildete Metaversum der ‹Diskurse› und ‹Narrative›, mit denen man sich die Welt so zurechtlegt, wie man sie gerne hätte. Vielleicht, hoffentlich, ist Putin der Schock, den der Westen braucht, um wieder zur Vernunft zu kommen». Laut Köppel ist Putin «nicht unser Feind», sondern «unser potenzieller Partner». Russland sei in diesen Krieg von der NATO «hineinprovoziert» worden. In einem Gastbeitrag in der NZZ bezeichnete er es als einen fatalen «Neutralitätsbruch», dass die Schweiz sich an Wirtschaftssanktionen beteilige. In seinen «Weltwoche daily»-Internetsendungen vertritt Köppel laut NZZ am Sonntag Ansichten, «die genau so auch von der russischen Botschaft verbreitet werden könnten». Die Süddeutsche Zeitung bezeichnete ihn als «wohl wortgewaltigste[n] Putinisten» innerhalb der Weltwoche. Das Bekenntnis gegen den Krieg werde, so Köppel, als «Waffe benutzt von jenen, die ihre Sturzbetroffenheit mit der Absicht zelebrieren, eine freie Diskussion zu verhindern […]. Moralismus als Totschlagargument».
Im Mai 2023 wurde Köppel für einen Besuch in Moskau kritisiert, bei dem er unter anderem den Propagandisten Wladimir Solowjow und die für Kriegsverbrechen sanktionierte Marija Lwowa-Belowa interviewte. In der Weltwoche hatte Köppel Ende April 2023 über seinen Aufenthalt in Moskau – dem, wie er es nannte, «Epizentrum des angeblich Bösen» – geschrieben: «Mediterrane Unbeschwertheit herrscht, Fröhlichkeit in überfüllten Restaurants, aber auch Ordnung und Sauberkeit beeindrucken, freundliche Polizisten, keine Klima-Vandalen.» Vielleicht, so Köppel, komme «der Hass auf Russland auch daher, dass sich die Russen einfach dem Wahnsinn verweigern, der unsere westliche Welt zugrunde richtet: grüne Ideologie, politkorrekte Meinungsverbote, Gender-Irrsinn, Zertrümmerung der Familie, Verwahrlosung des Rechtsstaats, blinder Gehorsam gegenüber den USA. Sind die Russen heute die besseren, die wahren Europäer? Nach einem Besuch in ihrer Hauptstadt könnte man es fast meinen.»

## Rezeption
2007 wurde bekannt, dass er seinen eigenen Wikipedia-Artikel umgeschrieben hatte.
Der deutsch-schweizerische Künstler und Philosoph Philipp Ruch, Gründer des Zentrums für politische Schönheit, inszenierte 2016 eine umstrittene Teufelsaustreibung von Köppel. Es wurden eine Theateraufführung und eine Aktion, ein «Saubannerzug zu seinem Haus», durchgeführt. Ferner wurde das Internetportal schweiz-entköppeln.ch eingerichtet, auf welchem Flüche gegen ihn ausgesprochen werden konnten.
Der Journalist Daniel Ryser warf Köppel 2019 vor, in einem Interview mit dem AfD-Politiker Björn Höcke diesem dabei geholfen zu haben, «die deutsche Geschichte zu vergessen, sie zu leugnen und umzudeuten». Das Gespräch selbst bezeichnete Ryser als «Kumpanei». Zu den Reaktionen gegen Höcke meinte Köppel, von aussen lasse sich «die Hysterie schwer nachvollziehen». In Deutschland, so Köppel, müsse «man Höcke inzwischen dämonisieren, um nicht selbst dämonisiert zu werden», es gebe «in deutschen Mainstream-Medien keine richtigen Interviews» mit Höcke.
Im Sommer 2022 schrieb Isabel Pfaff (Süddeutsche Zeitung), dass Köppel «das unter Populisten beliebte Kunststück hinkriegt, gegen das Polit-Establishment zu hetzen und gleichzeitig mächtiger Teil davon zu sein».
Ende Januar 2023 befand die FAZ, Köppel treibe «eine knabenhafte Lust an Frechheit und Provokation», er sprühe «vor Ideen» und kaum etwas lasse «ihn selbstzufriedener strahlen, als wenn er wieder eine Ungeheuerlichkeit von sich gegeben» habe. Allerdings habe er in «klassischer Täter-Opfer-Umkehr […] die Leier vom bedrohten Russland angestimmt». Im Februar 2023 zitierte die NZZ Köppel, der gesagt hatte, wenn «eine mediale Einheitskulisse» entstehe, werde es «gefährlich», dann müsse man «dagegenhalten». Journalismus, so Köppel, ergebe «nur Sinn, wenn du das Unmögliche, das Unerlaubte denken kannst». Die NZZ selbst attestierte Köppel, dieser habe sich «vom Ideal einer Konsistenz verabschiedet», er liefere «die andere Sicht». Sein Prinzip sei der «Nonkonformismus», aber, so die NZZ, der Nonkonformist reagiere «immer darauf, was die Konformen sagen», und werde so «zum Knecht des Mainstreams»; so gesehen sei Köppel «ein Gefangener». Der Kabarettist, Autor und Moderator Florian Schroeder schrieb 2023, Köppels Karriere fusse «darauf, ein Querulant zu sein. Immer dagegen statt nur dabei». Das sei «seine Währung in der viel beschworenen Aufmerksamkeitsökonomie».
Laut dem Slawisten Ulrich Schmid (2025) vertritt Köppel «ein genuin schweizerisches Putinverstehertum». Während das «linke Putinverstehertum» wie von Sahra Wagenknecht bzw. dem BSW seine Ursprünge im Antiamerikanismus habe und «das rechtsnationale Lager, das sich neu in der AfD formiert» habe, Putin als Held sehe, weil er einen «nationalistischen Revisionismus» bediene, deute Köppel «die Weltpolitik als Allegorie des Schweizer Freiheitskampfes». Für ihn sei Putin ein «Freiheitskämpfer, weil der sich unbedingt für die nationale Souveränität» einsetze. Köppel behaupte «nicht nur, dass der Westen Russland zum Angriff gedrängt habe, sondern dass der Krieg auch ohne Putin befohlen worden wäre», und tue «alles, damit Putin bloss nicht als Aggressor» erscheine. Dabei ignoriere er, dass Russland «heute ein Polizeistaat» sei. Köppels «Hauptfeind» sei die EU.

## Schriften (Auswahl)
- Autorität und Mythos: Carl Schmitt und die Wiederverzauberung staatlicher Gewalt (1916–1938). (Zürich, Univ., Lic. phil. I, 1995).